# Energia solar espacial

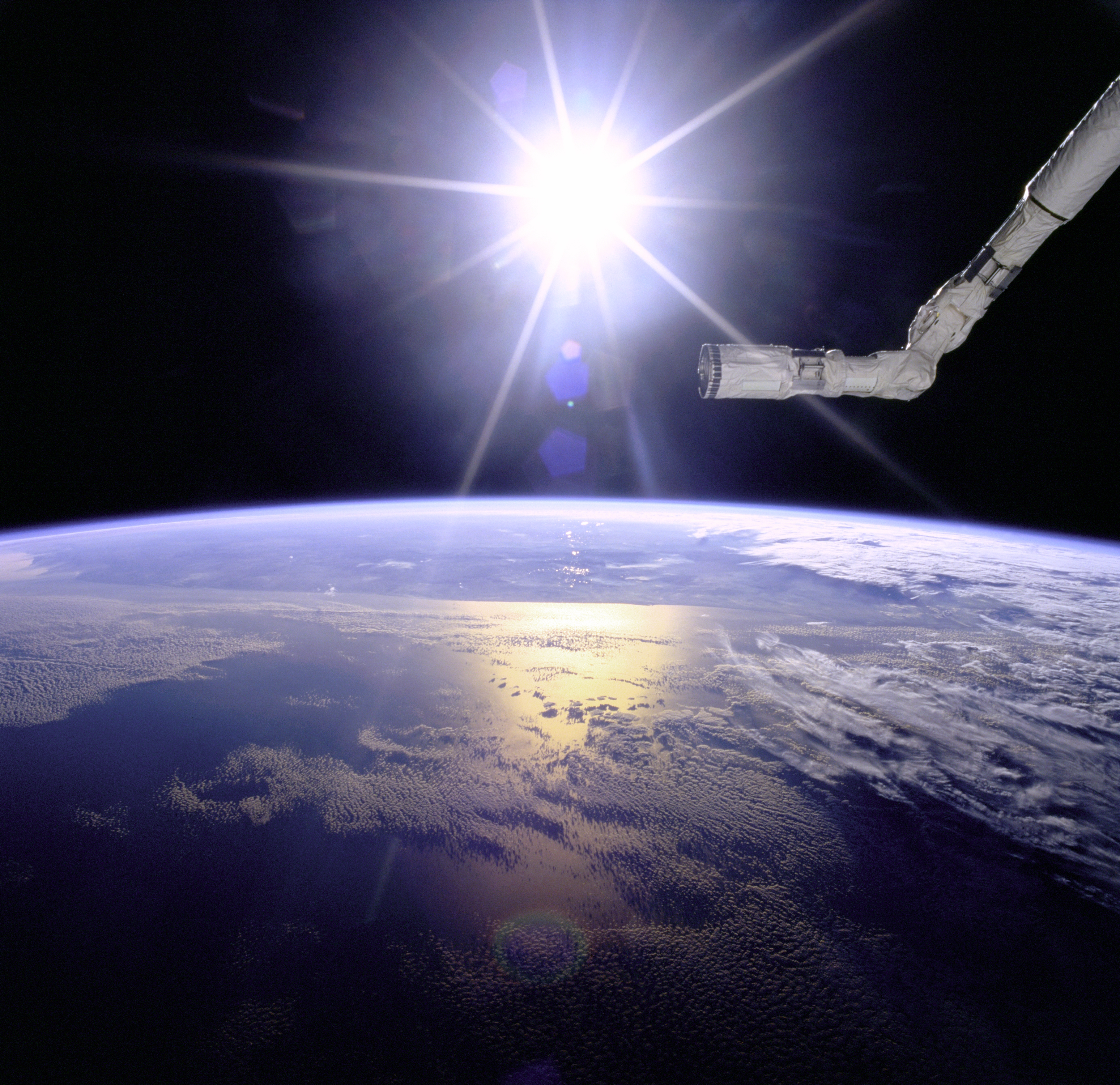
El Sol sobre la Terra.

Esquerra: Part de l'energia solar es perd en el seu camí a través de l'atmosfera pels efectes de la reflexió i absorció.Dreta: Els sistemes de captació solars espacials converteixen les ones de microones de la llum del sol fora de l'atmosfera, evitant aquestes pèrdues, i el temps d'inactivitat (i les pèrdues de cosinus, pels captadors fixos de plat pla) a causa de la rotació de la Terra.

L'energia solar espacial (en anglès Space-based solar power, SSP), terme estretament relacionat amb satèl·lit d'energia solar (en anglès Solar Power Satellite), és la conversió d'energia solar adquirida a l'espai en qualsevol altre tipus d'energia (principalment electricitat), la qual es pot usar en el mateix espai o bé es pot transmetre a la Terra. Des de mitjan segle xx s'utilitzen els panells fotovoltaics a l'espai a bord de satèl·lits espacials per produir l'electricitat necessària per al seu funcionament a partir de la llum solar. La novetat del concepte de SSP resideix en la idea d'adquirir energia a gran escala a l'espai i transmetre-la a la Terra de forma sense fil per al seu consum sobre la superfície del planeta.
L'energia solar és una font d'energia renovable i inesgotable i per això té el potencial de resoldre els problemes socioeconòmics i ambientals associats amb la dependència dels recursos fòssils i de l'energia nuclear. L'energia solar espacial presenta pros i contres respecte a altres fonts energètiques, especialment respecte a la seva variant terrestre. L'aprofitament dels panells a l'espai és molt major que el dels panells terrestres, al no veure's afectats per l'atenuació de la radiació solar en l'atmosfera terrestre ni per les fases nocturnes, si bé l'energia ha de transmetre's a llargues distàncies amb les corresponents pèrdues energètiques. D'altra banda, l'energia solar espacial tindria l'avantatge d'estar situada fora del sistema ecològic terrestre, no generant pràcticament cap deixalla una vegada en funcionament.
Els majors frens al desenvolupament dels sistemes de SSP són l'alt cost de la posada en òrbita dels panells i certs obstacles tècnics, especialment la baixa eficiència de les cèl·lules fotovoltaiques quan treballen a alta temperatura i la difícil transmissió de l'energia a la superfície de la Terra. Des que a la fi del segle xix es van asseure les bases teòriques de la tecnologia fotovoltaica, el desenvolupament de totes les tecnologies involucrades ha estat notori. En la primera dècada del segle xxi, equips d'investigadors europeus, nord-americans i japonesos segueixen treballant per fer aquesta tecnologia possible algun dia.
Per la SSP s'han proposat diverses aplicacions possibles així com diverses opcions tecnològiques, com per exemple el tipus de satèl·lit o la freqüència d'emissió de l'energia a la Terra. Igualment, incògnites com els possibles efectes mediambientals de la transmissió d'energia a la Terra, la vida útil dels panells a l'espai, el temps de tornada energètica o el paper que podria jugar la Lluna, segueixen sense una resposta clara.

## Evolució històrica

### Naixement de l'energia solar fotovoltaica
Els estudis realitzats en el segle xix per Michael Faraday, James Clerk Maxwell, Nikola Tesla i Heinrich Hertz van obrir la inducció electromagnètica, forces elèctriques i ones electromagnètiques, i sobretot Albert Einstein en el 1905, van proporcionar la base teòrica a l'efecte fotoelèctric, que és el fonament de la conversió d'energia solar a electricitat.
Aquest efecte havia estat reconegut empíricament per primera vegada en 1839 pel físic francès Alexandre-Edmond Becquerel, però no seria fins al 1883 quan Charles Fritts construís la primera cèl·lula solar, recobrint una mostra de seleni semiconductor amb un pa d'or per formar l'entroncament. Aquest primitiu dispositiu presentava una eficiència de només un 1%.
L'era moderna de la tecnologia fotovoltaica no va arribar fins a l'any 1954 quan els Laboratoris Bell van descobrir, de manera accidental, que els semiconductors de silici dopat amb certes impureses eren molt sensibles a la llum. La producció industrial a gran escala de panells fotovoltaics va començar en la dècada dels 80.

### Primera meitat del segle XX: L'aventura espacialen teoria
En 1903 Konstantín Tsiolkovski publica -L'exploració de l'espai còsmic mitjançant dispositius de reacció- (del rus: Исследование мировых пространств реактивными приборами), la qual cosa podria considerar-se com el primer tractat acadèmic sobre coets. Tsiolkovski va arribar a la conclusió que per aconseguir la velocitat d'escapament de la Terra seria necessari un coet multifase (amb diversos mòduls de propulsió) amb combustible d'oxigen i hidrogen líquid. Se'l considera el creador dels vols espacials tripulats i el primer a concebre l'ascensor espacial. Va publicar 500 treballs sobre viatges espacials i temes relacionats. Entre aquests treballs es troben dissenys de coets amb rotors directors, estacions espacials i cabines despressuritzades.
En 1928 Herman Potočnik va publicar el seu únic treball "El problema del viatge espacial - El motor de coet" (de l'anglès The Problem of Space Travel - The Rocket Motor), en el qual va descriure un full de ruta per aconseguir un gran avanç en la cursa espacial. Va concebre una estació espacial al detall i va calcular la seva òrbita geoestacionaria.
En 1945 Arthur C. Clarke va publicar l'article Wireless World (traduïble com "món sense fil" en català) en el qual va concebre la possibilitat de l'ús de satèl·lits de comunicacions a gran escala, destacant el seu potencial en matèria de comunicacions. També va suggerir que tres satèl·lits bastarien per cobrir tot el globus terrestre.

### Ús de l'energia solar a l'espai
La primera aplicació important de cèl·lules solars a l'espai va ser la font auxiliar energètica del satèl·lit nord-americà Vanguard I, llançat a l'espai en 1958 (avui en dia el satèl·lit més antic encara en òrbita), que li va permetre seguir transmetent durant set anys mentre que les bateries químiques es van esgotar en només 20 dies. Des de final dels anys 60 l'energia solar s'ha consolidat com a font per al subministrament energètic propi dels satèl·lits.

### La cursa espacial

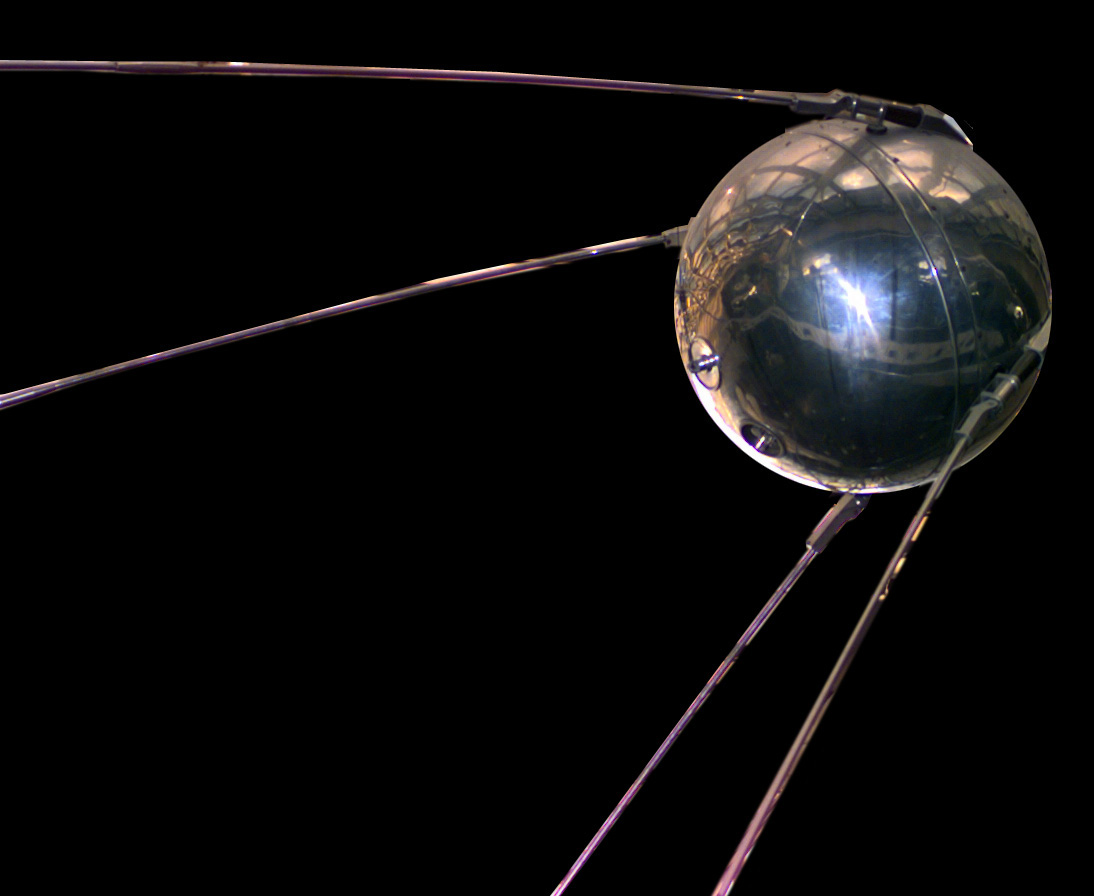
Maqueta del Spútnik 1

La cursa espacial va tenir lloc durant la guerra freda entre la Unió Soviètica i els Estats Units d'Amèrica, i es va iniciar amb el llançament del Spútnik 1 per part dels soviètics en el 1957. La dècada dels anys 60 i part dels 70 es va veure marcada per les contínues fites en l'aventura espacial, que van suposar no només un potencial per la indústria armamentística, sinó també una arma propagandística. El llançament de l'Spútnik 1 va tenir la seva continuïtat amb el llançament d'éssers vius. La gossa Laika, a bord de la nau soviètica Spútnik 2 en el 1957, va ser el primer animal cèlebre en òrbita. Però no seria fins al 1960 quan els soviètics aconseguissin per primera vegada tornar als animals amb èxit de tornada a la Terra. Poc més tard, en el 1961 Iuri Gagarin es convertiria en el primer cosmonauta llançat en òrbita. Però l'assoliment més important en la història de l'aventura espacial ho van aconseguir els nord-americans amb l'allunatge de la nau Apol·lo 11 capitanejada per Neil Armstrong en el 1969, que es va convertir així en el primer humà a trepitjar sòl extraterrestre.

### Naixement del concepte de l'energia solar espacial
En el 1968 el nord-americà Peter Glaser va introduir el concepte d'un gran sistema de satèl·lits receptors d'energia solar en l'òrbita geosíncrona (situada a 36.000 km de l'equador) per a l'adquisició i conversió d'energia provinent del Sol i la seva transmissió posterior a grans antenes receptores situades a la Terra per satisfer el consum energètic. Així va néixer el concepte d'energia solar espacial.
En la dècada de 1970, després de la primera crisi del petroli, el Departament d'Energia dels Estats Units i la NASA (agència espacial d'aquest mateix país) van iniciar l'estudi del concepte d'energia solar en l'espai. En el 1979 van proposar una flota de satèl·lits en òrbita geoestacionaria, cadascun dels quals mesuraria 5 x 10 km i produiria entre 5 i 10 GW. La construcció implicava la creació d'una gran factoria espacial on treballarien contínuament centenars d'astronautes. Aquest gegantisme era típic d'una època en la qual es projectava la creació de grans ciutats espacials. A part de les dificultats tècniques, la proposta va ser rebutjada en el 1981 per implicar un cost absurd.
A mitjans dels anys 1980, amb el petroli de nou en preus baixos, el programa complet d'energia solar espacial va ser cancel·lat.
A la fi de la dècada de 1980, van començar en el Japó les activitats d'investigació sobre energia solar espacial. Va destacar en particular el programa "SPS 2000".
Entre 1995 i 1997, la NASA va llançar un nou estudi sobre l'energia solar espacial i la tecnologia necessària per a la seva implementació, trobant que moltes de les tecnologies implicades havien experimentat grans avanços des de la dècada anterior. Es van proposar nous conceptes de satèl·lits de capacitat més reduïda com la "Torre Solar" (100 a 400 MW) o de disseny modular com el "Disc Solar". En 1998, es va realitzar un altre estudi per definir el concepte d'energia solar espacial identificant tant els conceptes econòmicament viables com els possibles riscs.
En 1999 la NASA va llançar el seu -Programa exploratori d'investigació i tecnologia sobre energia solar espacial- (de l'anglès Space Solar Power Exploratory Research and Technology program, SERT) amb els objectius de crear dissenys per determinats conceptes d'assaig de vol, avaluar la viabilitat tècnica, el disseny i els requeriments necessaris, crear dissenys conceptuals de subsistemes que farien ús d'aquesta tecnologia per a la millora de futures aplicacions terrestres i espacials, crear un pla preliminar d'acció pels Estats Units (i socis internacionals) per escometre una iniciativa tecnològica ambiciosa i crear fulls de ruta per al desenvolupament tecnològic així com experiments sobre components crítics de l'energia solar espacial.
Algunes de les conclusions del SERT van ser que la demanda global d'energia continuaria creixent durant dècades donant lloc a la construcció de nombroses centrals elèctriques. L'impacte ambiental d'aquestes futures centrals, així com el seu impacte en el proveïment mundial d'energia i les relacions geopolítiques, pot ser problemàtic mentre que les energies renovables són una alternativa convincent des del punt de vista ètic i tecnològic. No obstant això, moltes fonts d'energia renovables es veuen limitades en el seu potencial perquè requereixen recursos com el vent, la pluja o el terreny. L'estudi de viabilitat del concepte d'energia solar espacial va concloure que es tracta d'una opció a considerar perquè posseeix avantatges mediambientals en comparació d'altres solucions alternatives i les inversions necessàries no representen el cost incalculable que podria haver-se imaginat a priori. Segons l'estudi, la viabilitat econòmica dels sistemes d'energia solar espacial dependrà del desenvolupament de noves tecnologies, especialment de la possibilitat d'accedir a l'espai a un cost reduït.

### Activitats en la primera dècada del segle XXI

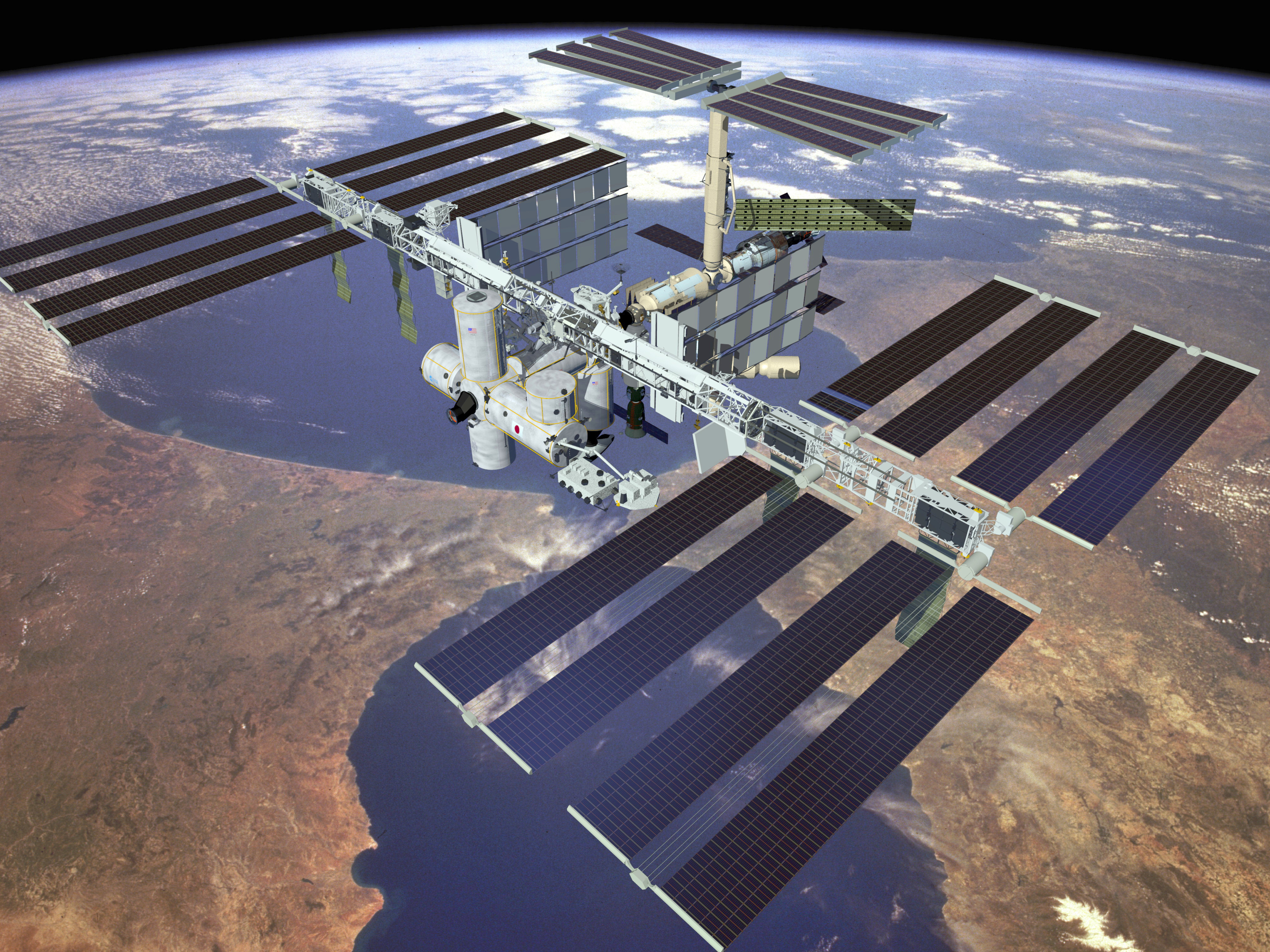
Panells solars de l'Estació Espacial Internacional. Concebuts dècades abans de la seva posada en òrbita, tenen un rendiment del 14% mentre que en la primera dècada del segle XXI hi ha panells amb un 30% de rendiment.

Els avanços tecnològics recents han contribuït a fer més factible l'energia solar espacial. Per exemple, l'eficiència de les cèl·lules fotovoltaiques ha augmentat significativament i s'han produït avanços en la transmissió de microones. No obstant això algunes de les tecnologies necessàries no estan encara prou madures i són lluny de l'equilibri econòmic entre el benefici i els costos.
L'Estació Espacial Internacional (ISS, de l'anglès International Space Station), que serà acabada de construir cap al 2013, podria ser el primer camp de proves per a aquest concepte, malgrat trobar-se situada en una òrbita baixa terrestre.

#### Estats Units
Els EUA han estat els pioners en energia solar espacial i han gastat uns 80 milions de dòlars en el seu estudi. Al final de la primera dècada del segle XXI no existeix cap programa públic dedicat a aquest tema, potser perquè la SSP es troba a la frontera entre el camp de l'espai (responsabilitat de la NASA) i el de l'energia (responsabilitat del Departament d'Energia).
A l'octubre de 2007 la -Oficina Nacional de Seguretat Espacial- (National Security Space Office), una agència del [[]], va publicar un nou estudi general sobre la SSP, parant esment a aspectes no considerats anteriorment com per exemple les possibles aplicacions militars de la tecnologia. Les forces armades nord-americanes paguen la seva electricitat en zona de guerra a un preu molt alt (1 dòlar/kWh en 2007), molt major que el cost normal de l'electricitat als EUA Per això podrien representar un primer mercat per la SSP.

#### Europa
L'Agència Espacial Europea (ESA) també ha estat estudiant el concepte de SSP en els últims anys, en part en col·laboració amb Japó. La fase inicial, l'estudi de viabilitat de diferents solucions, va concloure en 2004. La segona fase va començar en 2006 i comprèn la identificació d'àrees tecnològiques que requereixen avanços perquè el concepte de SSP sigui possible, així com la seva prioritització.

#### Japó
La JAXA, l'agència espacial japonesa, s'ha fixat l'objectiu de posar en òrbita un satèl·lit SSP d'1 GW abans del 2030. Els científics japonesos estan investigant principalment la transmissió sense fil d'energia, tant per microones com per làser.

## Energia solar terrestre vs. Energia solar extraterrestre

A l'esquerra, en travessar l'atmosfera els rajos solars perden energia a causa de l'absorció (motivada per la dispersió) i la reflexió. A la dreta, els sistemes d'energia solar espacial capturen energia solar fora de l'atmosfera, aprofitant-n'he el 100% per després transmetre-la a la Terra.

### Energia solar terrestre
L'energia solar (insolació total global) que arriba a la superfície de la terra consisteix en llum directa i difusa.
Quan la radiació solar arriba l'atmosfera, el 6% és reflectida i el 16% absorbida. Les diverses condicions atmosfèriques (núvols, pol·lució, pols, etc.) redueixen la radiació solar en un 20% addicional a causa de la reflexió i un 3% addicional per absorció. Aquestes condicions atmosfèriques no solament redueixen la quantitat d'energia que arriba a la Terra sinó que també fan difusa aproximadament el 20% de la llum i filtren porcions del seu espectre electromagnètic.
Després de creuar l'atmosfera, aproximadament la meitat de la radiació solar es troba en l'espectre electromagnètic visible mentre que l'altra meitat es troba en l'espectre infraroig (una petita porció és radiació ultraviolada). A causa dels efectes atmosfèrics esmentats solament entre un 10% i un 13% del total de l'energia que arriba a la Terra es pot aprofitar. En dades absolutes això suposa aproximadament 0,1-0,2 kW/m².

### Avantatges i desavantatges de l'energia solar terrestre davant d'altres fonts energètiques terrestres
L'energia solar presenta una sèrie d'avantatges i desavantatges davant d'altres fonts energètiques que s'exploten a la Terra.
Els avantatges principals són que no emet gasos contaminants a l'atmosfera (excepte durant la seva fabricació, transport i instal·lació); és una font energètica inesgotable a diferència dels combustibles fòssils; pot adquirir-se en gairebé qualsevol part del planeta sense necessitat de connexions a altres xarxes energètiques, permetent així la creació d'illes energètiques i realitza una contribució menyspreable a la contaminació acústica a diferència, per exemple, dels aerogeneradors. D'altra banda, els principals desavantatges d'aquesta tecnologia pel que fa a les altres són que el cost d'inversió inicial és elevat; només és possible adquirir energia durant les hores de llum i el seu rendiment es veu reduït per les condicions meteorològiques o per la pol·lució existent.

### Avantatges i desavantatges de l'energia solar terrestre davant de l'energia solar extraterrestre
L'energia solar extraterrestre és aquella que s'adquireix fora de l'atmosfera de la Terra. Gràcies a l'absència de gasos atmosfèrics o formacions de núvols, en l'espai proper a la terra la radiació solar és un 35% superior a la qual s'aconsegueix de la superfície terrestre.
A més, seleccionant l'òrbita adequada es pot aconseguir llum solar aproximadament el 96% del temps. Per això un panell fotovoltaic en una òrbita terrestre geoestacionaria (a una altitud de 36.000 km) rebria una mitjana de vuit vegades més llum que en la superfície de la Terra, i fins i tot major a mesura que el lloc d'adquisició s'aproximi al Sol (si bé els problemes de manteniment són també majors per l'increment de la radiació solar). Un avantatge addicional és el fet que en l'espai no existeixen problemes de pes o de corrosió atmosfèrica.
D'altra banda, el gran desavantatge avui dia (2008) és el seu elevat cost, com es detalla més a baix. Un altre desavantatge és el fet que la transmissió de l'energia per a consum en la superfície de la Terra originaria unes pèrdues energètiques d'almenys 40-50%, amb la qual cosa la quantitat d'energia solar recuperada efectivament seria solament entre 3 i 4 vegades superior a l'adquirida a la Terra.

## Tecnologies involucrades
Els sistemes per a l'adquisició d'energia solar espacial han d'estar situats a una distància de la Terra superior a l'òrbita baixa terrestre, ja que les òrbites més properes són impracticables a causa de la força d'atracció de la Terra. La tecnologia fotovoltaica podria emprar-se per a la conversió energètica i les microones o el làser per a la transmissió sense fil des de l'espai. En la primera dècada del segle XXI també es van començar a investigar els sistemes termodinàmics d'energia solar.
Els sistemes de conversió i transmissió de l'energia solar podrien col·locar-se en satèl·lits en òrbites geosíncrones i heliosíncrones (òrbites sempre encarant al Sol), sondes espacials, la Lluna o en altres planetes.

### Desenvolupament de la tecnologia fotovoltaica
Una cèl·lula fotoelèctrica és un dispositiu electrònic que permet transformar l'energia lluminosa (fotons) en energia elèctrica (electrons) mitjançant l'efecte fotoelèctric. Les cèl·lules fotoelèctriques s'agrupen en panells fotovoltaics que inclouen a més circuits per evacuar l'electricitat produïda. Habitualment s'assumeix que en la SSP la conversió de l'energia solar en electricitat es realitzaria mitjançant panells fotovoltaics.
L'esforç d'investigació que es ve duent a terme en aquesta disciplina ha resultat en un augment continu de l'eficiència alhora que es reduïen significativament els costos.
Actualment la tecnologia més estesa és la que es coneix com de primera generació, que és una gran superfície de cristall simple amb unió díode p-n, capaços de generar energia elèctrica a partir de fonts de llum amb longituds d'ona similars a les quals arriben a la superfície de la Terra provinents del Sol.
La segona generació la constitueixen les anomenades cèl·lules de pel·lícula prima. Estan basades en l'ús de fins dipòsits epitaxials de semiconductors sobre hòsties en forma de malla diagonal. Hi ha dos tipus de cèl·lules fotovoltaiques, espacials i terrestres. Les espacials expliquen normalment amb una major eficiència AM0 (Air Mass Zero) (28-30%), però també majors costos per watt. Les terrestres, d'altra banda, es fabriquen amb menors costos, però també són menys eficients (7-9% d'eficiència AM0). En l'any 2008 hi havia diferents materials amb aquesta tecnologia en producció o sota investigació, ex. silici amorf (a-Si), disseleniur de coure i indi (CuInSe2), tel·lurur de cadmi (CdTe), silici policristalí i silici microcristalí. Un dels avantatges de la tecnologia ultrafina és el seu pes teorètic, que seria reduït, permetent la seva col·locació sobre materials flexibles o lleugers, fins i tot sobre tèxtils. Aquesta segona generació de cèl·lules fotovoltaiques comprèn un petit segment del mercat terrestre, però aproximadament el 90% de l'espacial. La resta del mercat són cèl·lules de la primera generació.
En la primera dècada del segle XXI es treballa en una tercera i fins i tot una quarta generació de cèl·lules. Les de tercera generació són molt diferents dels dispositius semiconductors de les generacions anteriors, ja que realment no presenten la tradicional unió p-n per separar els portadors de càrrega fotogenerats. Per a aplicacions espacials, s'estan estudiant dispositius de buits quàntics i dispositius que incorporen nanotubs de carboni, amb un potencial de més del 45% d'eficiència AM0. Per a aplicacions terrestres, es troben en fase d'investigació dispositius que inclouen cèl·lules fotoelectroquímiques, cèl·lules solars de polímers, cèl·lules solars de nanocristalls i cèl·lules solars de tintes sensibilitzades.
Una hipotètica quarta generació de cèl·lules solars consistiria en una tecnologia fotovoltaica composta en les quals es barregen, conjuntament, nanopartícules amb polímers per fabricar una capa simple multiespectral. Posteriorment, diverses capes primes multiespectrals es podrien apilar per fabricar les cèl·lules solars multiespectrals definitives, reduint així costos i augmentant l'eficiència. La primera capa és la que converteix els diferents tipus de llum, la segona és per a la conversió d'energia i l'última és una capa per l'espectre infraroig. D'aquesta manera es converteix quelcom del calor en energia aprofitable. El resultat és una excel·lent cèl·lula solar composta.
La investigació de base per a aquesta quarta generació s'està supervisant i dirigint per part de l'Agència per als Projectes d'Investigació Avançada per a la Defensa, és l'organització central per a la investigació i desenvolupament del Departament de Defensa (DoD) dels EUA (Defense Advanced Research Projects Agency) amb l'objectiu de determinar si aquesta tecnologia és viable o no.

### Tecnologia fotovoltaica en l'espai

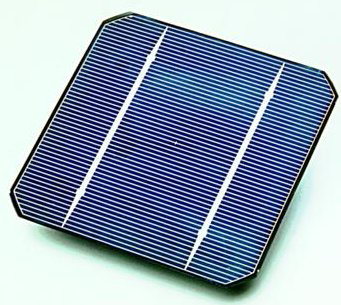
Cèl·lula solar.

Les cèl·lules fotovoltaiques utilitzades a l'espai han de complir amb característiques diferents de les de les cèl·lules utilitzades fins ara a la Terra, per la qual cosa solen tenir un cost major. A causa dels alts costos de transport a l'espai, un factor molt important és l'energia específica (és a dir, l'energia generada dividida per la unitat de massa).

Efecte fotoelèctric: Els fotons incidents són absorbits pels electrons del mitjà dotant-los d'energia suficient perquè puguin escapar-se.

La massa total del sistema de generació elèctrica és un aspecte important. En els sistemes de la primera dècada del segle XXI el pes del mantell fotovoltaic és solament una cambra del total mentre que l'estructura del panell i els sistemes de control i distribució representen les tres cambres restants (excloent l'emmagatzematge d'energia). Aquesta raó de tres cambres augmenta si s'inclou el sistema de conversió i transmissió d'energia elèctrica en microones.
Les cèl·lules "ultrafines" són molt flexibles i per això més adequades per a la construcció de panells flexibles o semiflexibles capaços de desenrotllar-se o inflarse. D'aquesta forma s'aconsegueixen importants reduccions de volum i pes. En la dècada de 1980 es va dedicar molt esforç al desenvolupament i comercialització de cèl·lules fotovoltaiques ultrafines per a ús terrestre. La idea d'aquest concepte és dipositar làmines fines de material fotovoltaic sobre un substrat. Aquest mètode produeix cèl·lules amb un rendiment de conversió menor però, gràcies a la baixa quantitat de material actiu usat, compta amb una energia elèctrica específica més alta.
A més d'una massa reduïda, s'espera que les cèl·lules fotovoltaiques ultrafines tinguin un cost sensiblement menor, gràcies a la reduïda quantitat de material necessari i al fet que els costos d'elaboració són menors. L'ús d'una capa de material ultrafí fotovoltaic dipositat en un substrat flexible és per això una opció a tenir en compte.
Una altra alternativa és l'ús d'un sistema concentrador que enfoqui la llum en petites cèl·lules solars d'alta eficiència. Aquesta alternativa s'ha assajat a l'espai però solament a petita escala. Usant concentradors s'ha arribat a xifres d'eficiència entorn del 30% del potencial total d'adquisició. Aquesta solució no és no obstant això adequada per a planetes com Mart, ja que en ells la major part de la llum solar és difusa i el sistema concentrador solament pot enfocar el component directe de la radiació solar.

### Transmissió d'energia
Per transmetre l'electricitat captada pel satèl·lit a la Terra, es transformaria l'energia en una radiació electromagnètica d'una longitud d'ona adequada per no ser absorbida per l'atmosfera terrestre. Els dos tipus de radiacions considerats fins ara són les microones i el làser. Els assajos de radiació d'energia a gran escala semblen imprescindibles per al desenvolupament de l'energia solar espacial i aquesta tecnologia ha estat identificada com un dels grans reptes per la industrialització de l'espai. Un aspecte clau a l'hora de transmetre energia a gran distància són les considerables pèrdues energètiques, tant per absorció de l'entorn en forma de calor, així com per dispersió al llarg de la trajectòria.

#### Microones
William C. Brown va demostrar en 1964 en la televisió nord-americana, com un helicòpter sense energia pròpia es mantenia en vol gràcies a l'energia que li era transmesa per microones. Entre 1969 i 1975 Bill Brown va ser el director tècnic d'un projecte que va arribar a radiar 30 kW a través d'una distància d'una mica més d'1,5 km amb una eficiència del 84%.
En 1973 el nord-americà Peter Glaser va aconseguir una patent pel seu mètode per a la transmissió d'energia a llarga distància (ex. des de l'espai) usant microones des d'un satèl·lit amb una antena d'un diàmetre d'1 km cap a una antena de grandària molta major situada en la superfície de la Terra a la qual es denomina rectenna, abreviatura en anglès d'antena rectificadora (usada precisament per a la conversió directa de microones en electricitat).
Els riscos mediambientals associats a la transmissió d'energia per microones són un tema controvertit. És injustificat pensar que el que s'interposi en el camí d'una radiació serà incinerat, ja que els microones similars s'han vingut utilitzant de forma global per companyies de telecomunicacions. En la superfície de la Terra la intensitat màxima de tals radiacions de microones podria arribar a un màxim en el centre de 23 mW/cm², que és menys que la quarta part de la constant d'irradiació solar. No obstant això, els partidaris de la SSP reconeixen que es necessiten encara estudis per assegurar-se que el feix de microones no danyi la flora i la fauna de la zona al voltant de la rectenna ni interfereixi amb els instruments de navegació dels avions que, per error, es creuin en el seu camí.

#### Làser
Uns investigadors de la NASA van treballar en la dècada de 1980 amb la possibilitat d'utilitzar làsers per a la radiació d'energia entre dos punts de l'espai, concentrant-se en el desenvolupament de làsers basats en energia solar. En el 1989, es va suggerir que la radiació d'energia de la Terra a l'espai també seria d'utilitat. En el 1991 es va iniciar el projecte SELENE (de l'anglès SpacE Laser ENErgy, -Energia Làser Espacial-), que comprenia, entre altres coses, un estudi de radiació d'energia per làser a una base lunar.
En el 1988, Grant Logan va proposar l'ús d'un làser col·locat a la Terra per proveir d'energia a un rotor director per la propulsió espacial, proveint una sèrie de detalls tècnics en el 1989. Però la seva proposta va ser quelcom optimista referent a la tecnologia, ja que va proposar l'ús de cèl·lules solars de diamant operant a 300°C per convertir la llum làser ultraviolat, una tecnologia que encara no ha pogut ser demostrada en laboratori, i a una longitud d'ona que tindria problemes per travessar l'atmosfera. El projecte SELENE va continuar treballant sobre aquest concepte però amb una tecnologia més propera a la pràctica, fins que va ser cancel·lat de forma oficial en 1993 després de dos anys d'investigació sense complir amb la meta de realitzar assajos a l'espai, a causa dels elevats costos d'implementació.

### Satèl·lits d'energia solar
Des del naixement del concepte de SSP s'han proposat diversos dissenys de satèl·lits per allotjar en òrbita els mòduls fotovoltaics i l'antena emissora.

#### NASA 1979
El primer estudi important de la NASA sobre l'energia solar espacial (1976-1980) va conduir a la formulació del denominat "Sistema SPS de Referència 1979". Consistia en una gran estructura paral·lelepipèdica de 5 x 10 x 0,5 km sobre la qual es col·locarien panells fotovoltaics. En la seva part inferior se situaria l'antena emissora, d'1 km de diàmetre, que radiaria uns 5 GW d'energia cap a la Terra.
L'estudi proposava la instal·lació en òrbita geoestacionària de 60 satèl·lits d'entre 5 i 10 GW cadascun. Per a això seria necessària la construcció d'una factoria espacial en una òrbita de baixa altitud en la qual s'ensamblarien mòduls prefabricats llançats des de terra.

#### Sun Tower

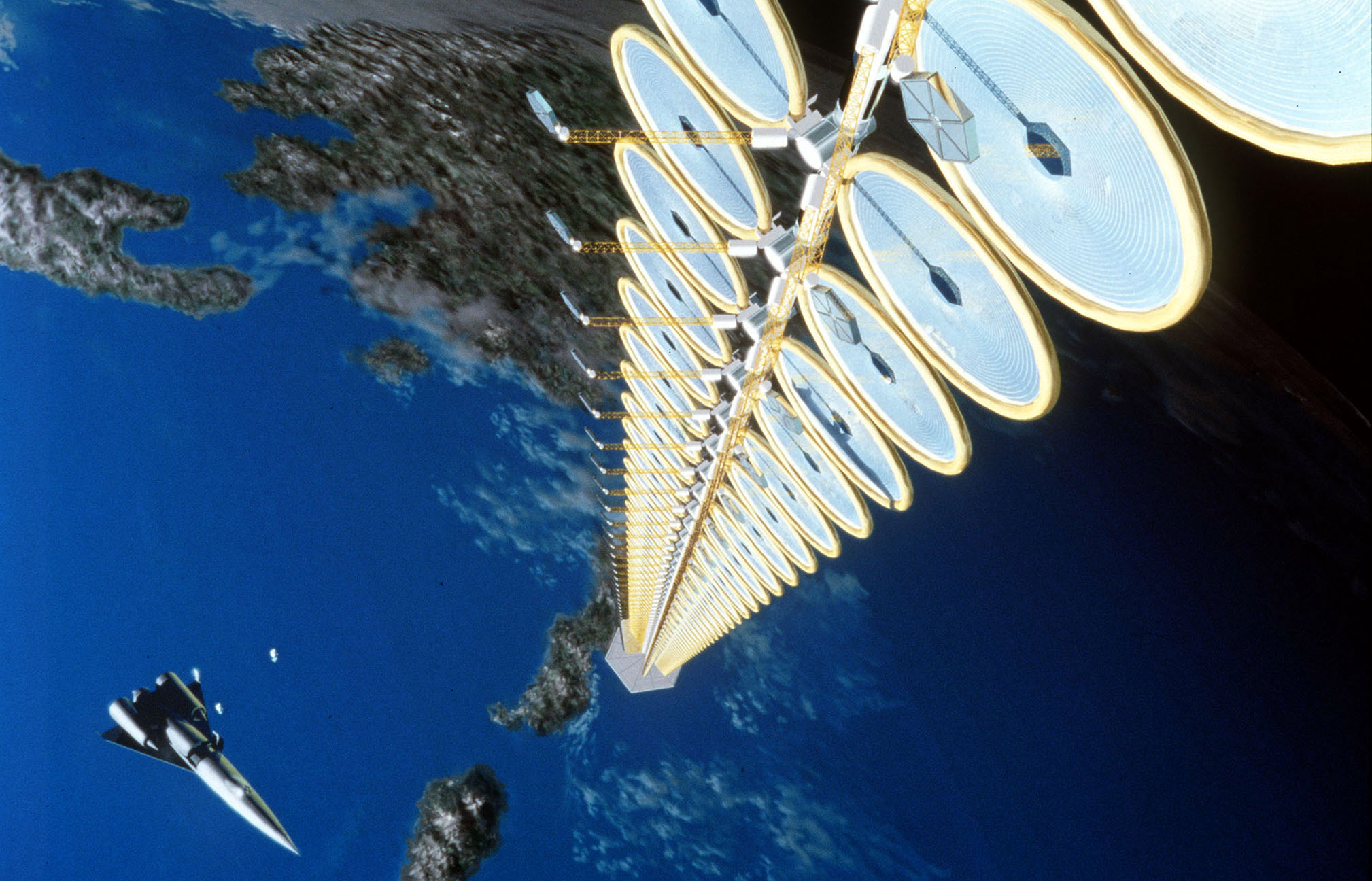
Representació artística d'una "torre solar".

El concepte de torre solar va ser proposada en el 1997 per la NASA. Consisteix en una estructura lineal d'uns 15 km de longitud a la qual s'enganxen parelles de mòduls fotovoltaics d'1 MW cadascun. En l'extrem inferior de l'estructura, que apunta a la Terra, se situa l'antena emissora, d'uns 250 m de diàmetre. La potència total radiada pel sistema rondaria els 250 MW a una freqüència de 5,8 GHz.
La proposta preveia una constel·lació de torres solars que se situarien en una òrbita heliosíncrona propera a la Terra (no geosíncrona). Anirien radiant l'energia a una xarxa d'antenes receptores repartides sobre la superfície del planeta, cadascuna d'uns 4 km de diàmetre.

#### Sail Tower
El centre d'investigació alemany Deutsches Zentrum für Luft-und Raumfahrt eV va idear en el 1999 per l'ESA (Agència Espacial Europea) un satèl·lit SSP anomenat Sail Tower ("torre de veles") i que té semblances amb el Sun Tower nord-americà. Consistia en una estructura lineal de 15 km de llarg en la qual s'enganxarien 60 parells de "vel·les", en realitat panells solars de pel·lícula prima, de forma quadrada i 150 m de costat. El satèl·lit es col·locaria en òrbita geoestacionària i captaria uns 450 MW, que serien radiats a la Terra per una antena d'1 km de diàmetre. La rectenna corresponent tindria 10 km de diàmetre.

#### Solar Disk
Aquest concepte, també ideat per la NASA en el 1997, consisteix en un disc pla cobert de mòduls fotovoltaics que gira sobre si mateix a raó d'una volta per hora. El centre del disc rep tota l'electricitat generada i està connectat mitjançant dues estructures simètriques a una antena emissora que apunta a la Terra. L'antena gira també sobre si mateixa a una volta per dia en un eix perpendicular a l'eix de gir del disc.
L'estructura del disc seria modular, de tal manera que el sistema pogués començar amb una grandària i una capacitat de generació modesta per anar creixent fins a uns 6 km de diàmetre i generar uns 8 GW. El satèl·lit es col·locaria en òrbita geoestacionària i necessitaria una sola estació receptora de també uns 6 km de diàmetre. La NASA va estimar que el cost d'un Disc Solar seria unes cinc vegades inferior al del disseny de 1979, per a la mateixa potència generada.

#### Sandwich Satellite
El Sandwich Satellite ("Satèl·lit Entrepà") de SSP s'estructuraria en tres parts: 1) un gran sistema de miralls que capta la llum solar i la redirigeix cap a una plataforma; 2) un conjunt de panells fotovoltaics situats sobre el costat il·luminat de la plataforma i 3) una antena emissora col·locada en el costat en ombra de la plataforma.
L'avantatge d'aquest sistema resideix que l'electricitat generada hauria de recórrer una distància molt curta, de pocs centímetres, entre les cèl·lules fotovoltaiques i l'antena emissora, la qual cosa milloraria el rendiment. A més es presta a un disseny modular que podria permetre una producció econòmica.

## Reptes tecnològics
Segons un estudi nord-americà de 2008, existeixen quatre grans reptes tecnològics que la SSP ha de vèncer per poder ser viable:
1. Components fotovoltaics i electrònics que tinguin alt rendiment a alta temperatura
2. Transmissió sense fil d'energia de forma precisa i segura
3. Arquitectures de sistemes espacials de baix cost
4. Llançadors espacials de baix cost

### Components eficients a alta temperatura
Tant les cèl·lules fotovoltaiques com els components electrònics de les antenes emissores han vist el seu rendiment millorar sensiblement en les últimes dècades. No obstant això, tots ells funcionen pitjor o no funcionen en absolut a altes temperatures.
La refrigeració d'un satèl·lit espacial és complicada perquè en trobar-se més enllà de l'atmosfera no existeix refredament per convecció, havent-se d'evacuar tota la calor mitjançant radiadors. Un satèl·lit SSP que estigués exposat contínuament al Sol aconseguiria per això una temperatura d'equilibri sensiblement més alta que una instal·lació fotovoltaica terrestre. Per conservar una eficiència raonable és necessari per tant desenvolupar cèl·lules i sistemes electrònics resistents a altes temperatures.

### Transmissió sense fil d'energia
La transmissió d'energia entre el satèl·lit i la rectenna en terra planteja problemes de seguretat encara no resolts. El feix d'energia ha d'apuntar només a la rectenna, sense desviar-se sobre altres zones. També han d'idear-se sistemes que evitin interferències amb les aeronaus que puguin creuar-se en el camí del feix, així com fer estudis per assegurar-se de l'absència d'efectes nocius de les microones o del làser sobre la salut i el medi ambient.
D'altra banda, la viabilitat econòmica dels sistemes SSP requereix que les estacions de recepció siguin el més petites possible. Per a això existeixen dos mitjans: augmentar el diàmetre de l'antena emissora o augmentar la freqüència de la radiació transmesa. No obstant això, una antena emissora major implica major pes a posar en òrbita i una freqüència més alta condueix a menors eficiències de transmissió. També cal tenir present que una radiació de freqüència molt alta es converteix en ionitzant, podent generar trastorns ecològics o biològics en arribar a la Terra. En la primera dècada del segle XXI no existeix una solució clara a aquest problema, barrejant-se la possibilitat de repartir l'energia de cada satèl·lit entre diverses estacions receptores simultàniament.

### Sistemes espacials de baix cost
Tradicionalment, els sistemes espacials (naus, satèl·lits, missions d'exploració) han estat dissenyats com a obres d'enginyeria úniques i molt complexes, amb un cost econòmic molt alt. Un exemple paradigmàtic és l'Estació Espacial Internacional, el cost total de la qual s'estima en uns 100.000 milions de dòlars incloent els costos d'operació durant 10 anys. D'aquest total, uns 35.000 milions corresponen al cost dels materials i equips.
Per rebaixar el cost dels satèl·lits de SSP s'ha proposat la idea de construir-los unint una gran quantitat de mòduls petits i idèntics entre si, que podrien ser fabricats en massa a baix cost. L'assemblatge dels mòduls i el seu manteniment serien dirigits per un programa d'intel·ligència artificial instal·lat en el propi satèl·lit, amb el que es minimitzaria la necessitat d'astronautes per a la construcció i l'operació del sistema.

### Llançadors espacials de baix cost

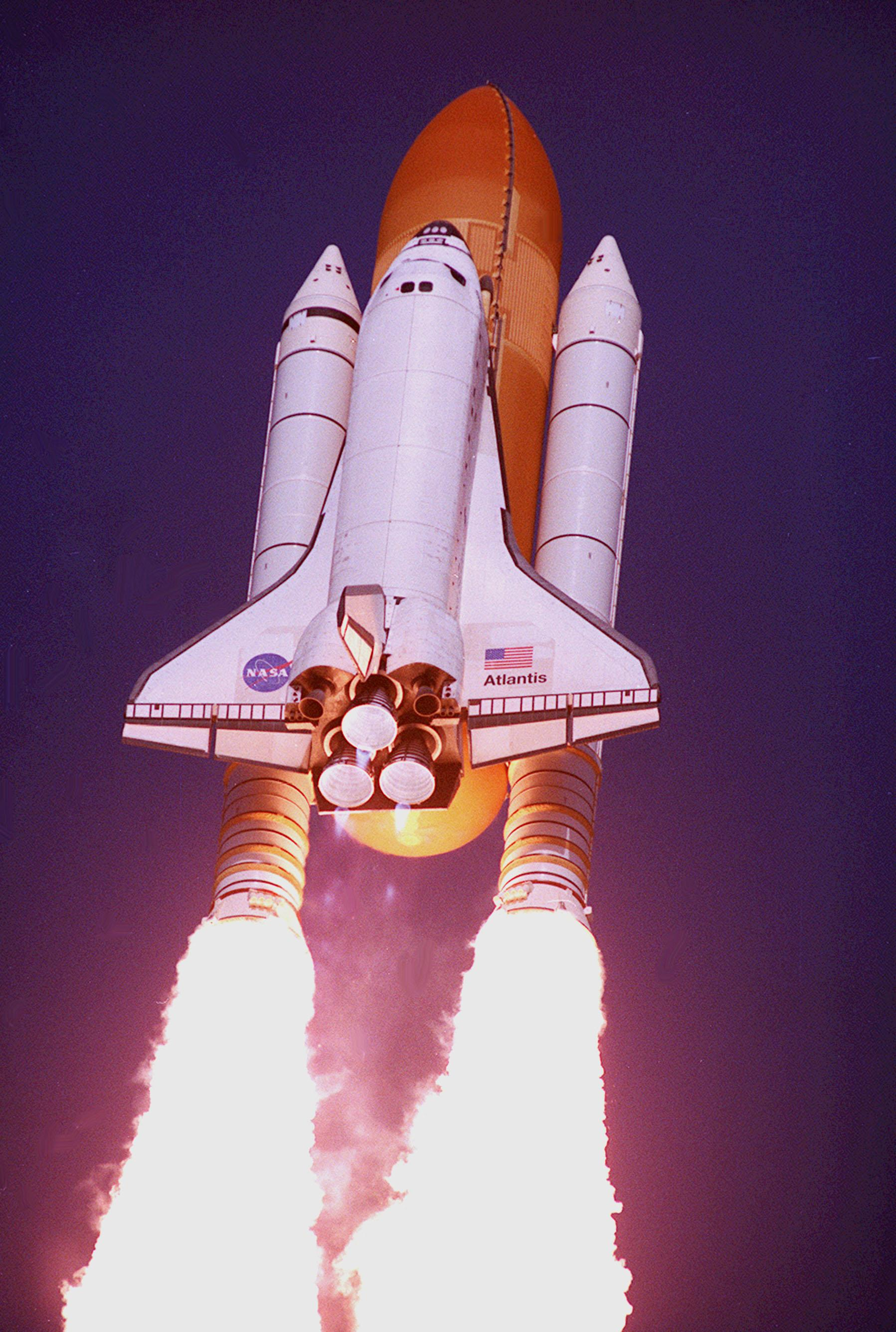
Transbordador espacial Atlantis.

En el 2006, posar en òrbita geoestacionaria un quilo de càrrega costava entre 8.000 i 24.000 dòlars (6.500 - 20.000 euros al canvi de 2006). No obstant això, s'estima que faria falta reduir els costos a uns 600 a 700 €/kg perquè les grans estacions de SSP comencessin a ser competitives amb l'electricitat fotovoltaica terrestre.
Els alts costos en la primera dècada del segle XXI es deuen a diverses causes. En primer lloc fa falta una gran inversió inicial. Per exemple, el desenvolupament del coet europeu Ariane 5 va costar 6.000 milions d'euros. La inversió inicial s'amortitza entre el nombre de missions que es realitzin: com més s'utilitzi el sistema, més barat resultarà cada vol. Si la SSP es desenvolupés, requeriria un gran nombre de llançaments, amb el que pot imaginar-se que els costos baixarien.
Una altra raó per la qual els llançaments en la primera dècada del segle XXI són molt cars és el fet que el coet és d'un sol ús, destruint-se durant la missió. Un sistema reutilitzable podria rebaixar substancialment els costos. Finalment, també resulta molt car el personal (nombrós i molt qualificat) que opera les infraestructures de llançament.
La NASA va realitzar a finals dels anys 1990 un estudi sobre els sistemes de llançament reutilitzables en el qual es van comparar diversos dissenys conceptuals que permetrien reduir els costos de llançament a uns 500 dòlars per kg. Entre els conceptes de major acceptació van figurar els motors ramjet (i derivats com el scramjet) així com la idea de subministrar el primer impuls a les naus mitjançant sistemes d'acceleració terrestres.
Un concepte de propulsió terrestre és el denominat MagLifter, que consisteix en una plataforma horitzontal sobre la qual s'instal·laria una nau reutilitzable amb forma d'avió. Mitjançant un sistema de propulsió magnètica similar als trens de levitació magnètica el MagLifter s'acceleraria fins a una velocitat de 885 km/h. En aquest moment la nau encendria els seus motors i es desenganxaria. Aquest concepte, inspirat en les catapultes utilitzades en els portaavions per facilitar l'enlairament dels avions, eliminaria la necessitat de coets per al llançament, que, a més de no ser reutilitzables, augmenten de forma molt important el pes que ha de ser aixecat del sòl en el moment de l'enlairament.
Un altre concepte similar però més extrem és el Star Tram: un tub de 1500 km de longitud que estaria col·locat en la superfície terrestre en les seves 1300 km inicials i levitant magnèticament sobre el sòl de forma tangencial a la Terra en els seus 200 km restants, arribant a aconseguir una altura de 22 km sobre el nivell del mar. A l'interior del tub es faria el buit i es disposaria un sistema de levitació magnètica que acceleraria la nau espacial fins a uns 29.000 km/h usant desenes de gigawatts d'electricitat. En sortir del tub la nau encendria els seus motors, que la portarien directament a l'òrbita. Segons els seus creadors, el Star Tram permetria reduir els costos de llançament a tan sols 250 $/kg.

## Aplicacions

### Abastiment d'electricitat a la Terra
L'objectiu principal previst per a l'energia solar espacial des de la seva invenció en els anys 60 és el subministrament d'electricitat a la Terra a gran escala. Amb la finalitat de satisfer la demanda energètica de la creixent població mundial, els diferents estudis realitzats han proposat sistemes capaços de subministrar diversos gigawatts d'electricitat de forma constant, mitjançant uns pocs satèl·lits gegantescs en forma de constel·lacions de satèl·lits més petits.
En la dècada de 2000, ha sorgit a més l'interès per satèl·lits SSP de menor escala, de l'ordre d'uns quants megawats. Una de les seves aplicacions podria ser el subministrament d'electricitat a bases militars aïllades en països sense infraestructura energètica. També s'ha evocat la possibilitat d'utilitzar la SSP per subministrar electricitat d'emergència a zones afectades per catàstrofes naturals i així facilitar les tasques de reconstrucció.

#### Aplicacions militars
Un satèl·lit SSP de només 5 MW podria ser útil per al proveïment d'unitats militars sobre un terreny d'operacions d'accés difícil. A més podria permetre el desenvolupament d'unitats i armes noves com per exemple avions sense pilot de reconeixement que podrien mantenir-se indefinidament en vol.
El ministeri de Defensa nord-americà estudia també la producció de combustibles sintètics a partir d'electricitat, la qual podria ser subministrada directament a la zona de guerra mitjançant energia solar espacial. Per contra, el Pentàgon afirma que no planeja utilitzar els satèl·lits SSP directament com a arma ofensiva a causa que l'energia transmesa es distribueix sobre una zona àmplia i, per tant, el feix de microones no té ni la capacitat destructiva ni la precisió d'altres armes al començament del segle XXI molt més barates com els míssils balístics.

### Subministrament d'electricitat a missions espacials
A més de radiar energia cap a la Terra, els satèl·lits SSP també podrien alimentar vehicles d'exploració interplanetària, telescopis espacials i missions tripulades a Mart. Això podria suposar una alternativa més segura que el transport de reactors nuclears fins al planeta vermell. Altres sectors que podrien beneficiar-se de la SSP serien el turisme espacial i els promotors de plantes industrials espacials.

## Balanç energètic

### Temps de tornada energètica
Un factor molt important dels sistemes amb la funció de generar energia és el temps que es necessita per reposar l'energia que ha estat necessària per construir-los, incloent producció, llançament i desplegament. A aquest temps se li denomina "temps de tornada energètica".
En el 2004, els panells fotovoltaics terrestres tenien un temps de tornada energètica d'entre 3 i 4 anys. S'espera que a mitjà termini les millores tecnològiques ho redueixin entre 1 i 2 anys. En comparació, els panells solars produïts en el 2005 tindrien a l'espai un temps de tornada d'entre 4 mesos i 2 anys, malgrat l'energia necessària per al transport fora de l'atmosfera. A aquesta xifra caldria afegir el temps per recuperar l'energia gastada en la fabricació dels panells solars i dels altres components del sistema com el satèl·lit i les antenes emissora i receptora.
La comunitat científica ha arribat a la conclusió que, malgrat l'energia necessària en el llançament, la tornada energètica és més ràpida en sistemes espacials que en sistemes terrestres.

### Cicle de vida dels panells
Els satèl·lits en òrbites geoestacionaries que estan situats més enllà dels cinturons de Van Allen i exposats a la radiació ionitzant provinent del Sol. Aquest fenomen és especialment acusat en períodes d'alta exposició a partícules energètiques causades per erupcions solars.
Aquesta càrrega contribueix a la reducció de la vida útil dels panells, especialment si es comparen amb els situats en la superfície terrestre. Aquest desgast reduiria el rendiment total almenys entre un 1-2% anual, i amb això l'esperança de vida dels panells. Per reduir aquest problema es podria dissenyar algun sistema protector del satèl·lit (excepte en la part del panell exposada directament al Sol).
Cap també la possibilitat que, arribat el moment, el manteniment del panell es fa a l'espai en lloc de rellançar un nou satèl·lit. Seria factible realitzar una única missió espacial per a les labors de manteniment de diversos satèl·lits alhora, optimitzant així els costos.

## Pros i contres

### Factors a favor
- Benefici ambiental: El possible benefici ambiental seria important. Per poder proveir d'energia a la creixent població del planeta es necessita una font neta i inesgotable d'energia. Les ones de microones provinents de l'espai podrien escalfar l'atmosfera lleugerament (extrem no provat) però l'absència d'emissions nocives (p. ex. CO₂), que presenten altres fonts energètiques, compensaria aquest possible desavantatge.
- Flexibilitat i seguretat: L'energia solar espacial eliminaria la necessitat de complexes xarxes elèctriques intercontinentals i reduiria també la quantitat d'apagades, ja que una interrupció d'una emissió de microones és molt improbable. Un altre avantatge és el fet que la font d'energia es trobaria a una distància de 36.000 km, fent-ho molt inaccessible com a objectiu terrorista. El sistema permetria també intercanviar amb facilitat una font transmissora per una altra i reprendre el proveïment de forma immediata en cas d'interrupció.

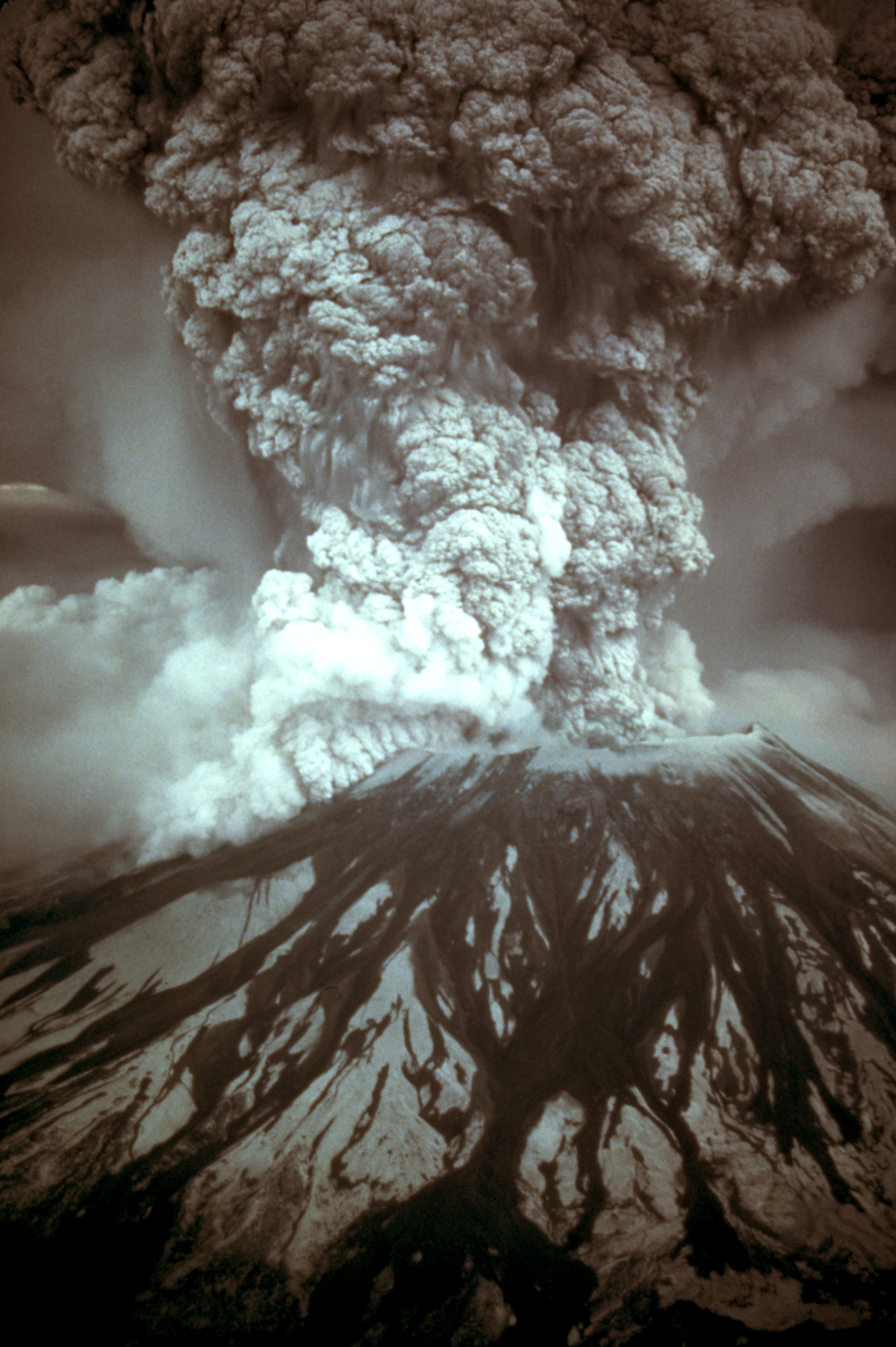
Erupció volcànica del Mont Saint Helens en el 1980 a Washington, EUA

- Energia en cas d'un hivern global: En aquesta situació l'energia solar espacial podria ser l'única forma d'adquirir energia solar directa per complementar els combustibles fòssils, l'energia nuclear i les altres energies renovables (hidràulica, eòlica, geotèrmica) sota condicions extremes, com per exemple en un hivern volcànic o en un nuclear. Es creu que l'erupció d'algun dels supervolcans riolítics existents en unes poques dotzenes de punts calents de la Terra podria donar lloc a una glaciació sobtada. En èpoques geològiques relativament recents s'han produït erupcions d'aquesta escala. Entre elles cal destacar per partida doble la caldera de Yellowstone, en una ocasió fa 2,2 milions d'anys i en una altra més recent fa 640.000 anys. En aquesta última va expulsar 800 vegades més matèria que en 1980 per la muntanya Saint Helens. Les majors erupcions conegudes van ser les de la caldera Garita en les muntanyes San Juan al Colorado (5 vegades major que la caldera de Yellowstone) i la del llac Toba a Indonèsia (tres cops més gran que la caldera de Yellowstone). S'estima que aquesta última erupció va causar fa 75.000 anys una glaciació global que va poder haver durat mil anys i acabat amb el 60% de la població global. [cal citació]

### Factors en contra
- Costos econòmics: Els costos econòmics necessaris per desenvolupar la SSP segueixen sent excessivament elevats en la primera dècada del segle xxi, de manera que solament seran rendibles si es redueixen els costos de llançaments a l'espai; es troba la forma de fabricar satèl·lits amb materials extraterrestres (ex. de la Lluna); els costos energètics convencionals s'eleven dràsticament; o es renuncia a l'ús dels combustibles fòssils. Fins que un d'aquests extrems no sigui realitat, les barreres econòmiques seguiran sent un impediment per a la seva implementació.
- Paper en l'escalfament global: La transmissió d'energia des d'un satèl·lit espacial a la Terra no es realitza amb una eficiència energètica del 100%, sinó d'entre un 50 i un 80%.[55][56] L'energia perduda es dissipa en l'atmosfera en forma de calor causant, en principi, un increment de temperatura en l'atmosfera. Aquesta afirmació és certa però ha de ser posada en context. Una central nuclear o de carbó genera un 50% més de calor que el que s'espera de l'energia solar espacial. Per això, si totes aquestes centrals fossin substituïdes per satèl·lits solars el resultat seria una reducció de l'escalfament global.[55]

## Altres aspectes d'interès

### Paper de la Lluna

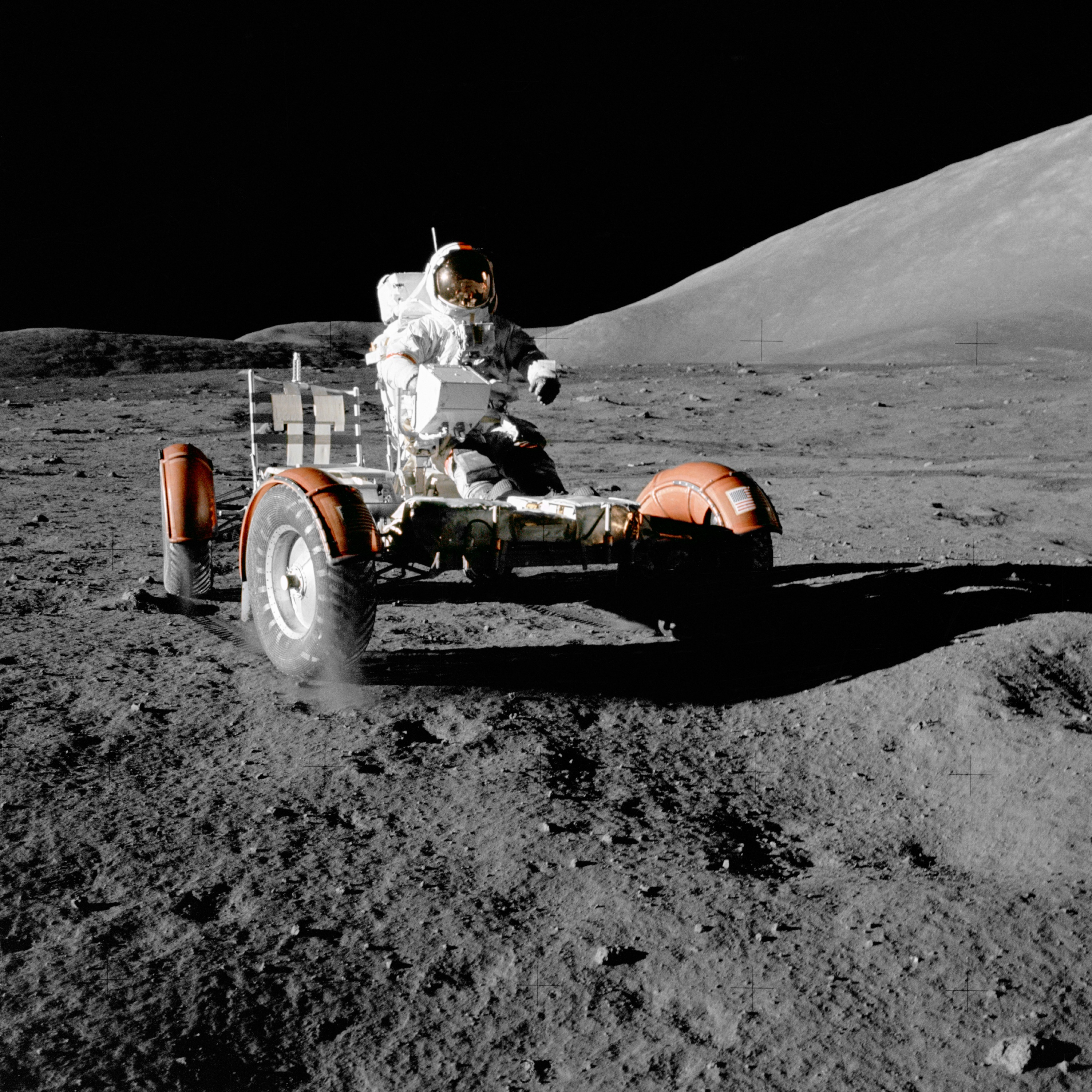
Missió del Apollo 17 sobre la Lluna.

El subsòl de la Lluna conté silici i metalls, que són les matèries primeres bàsiques per construir satèl·lits SSP. Els panells solars terrestres utilitzen recursos terrestres, però els satèl·lits d'energia solar podrien construir-se exclusivament amb materials lunars. Únicament les antenes receptores haurien de construir-se amb materials terrestres. Enviar materials des de la Lluna fins a l'òrbita geosíncrona és molt menys costós energèticament que propulsar materials fora de la gravetat de la Terra. Aquests arguments han portat a proposar el desenvolupament experimental de les tècniques de mineria lunar que permetin alimentar en el futur la construcció dels satèl·lits SSP en òrbita. Posteriorment, la base lunar podria proveir panells solars per, per exemple, satèl·lits, missions a Mart i asteroides que s'aproximin a la Terra.
Una altra opció per aprofundir seria la col·locació d'estacions generadores a la Lluna, l'anomenada -Energia Solar Lunar-, LSP (de l'anglès Lunar Solar Power). Col·locant estacions en punts oposats de la Lluna i una antena emissora en la cara visible es podria enviar un corrent constant d'energia cap a la Terra.

### Recerca d'intel·ligència extraterrestre
Gairebé el 100% de l'energia radiada pel Sol es propaga en direccions diferents de les quals ocupa la Terra. Potser és possible en un futur llunyà aprofitar d'alguna forma aquesta font d'energia que avui dia es perd en el cosmos.
S'especula que precisament aquest tipus de tecnologia podria ajudar en la recerca de vida extraterrestre, ja que se suposa que una civilització avançada podria ser capaç de fer ús d'una proporció important d'aquesta energia perduda dels cossos solars. És molt difícil identificar planetes fora del Sistema Solar capaços d'albergar vida intel·ligent, però identificant estels amb llum modificades per a aplicacions d'energia solar espacial a gran escala es podria assenyalar l'existència de civilitzacions extraterrestres avançades.

### Galeria

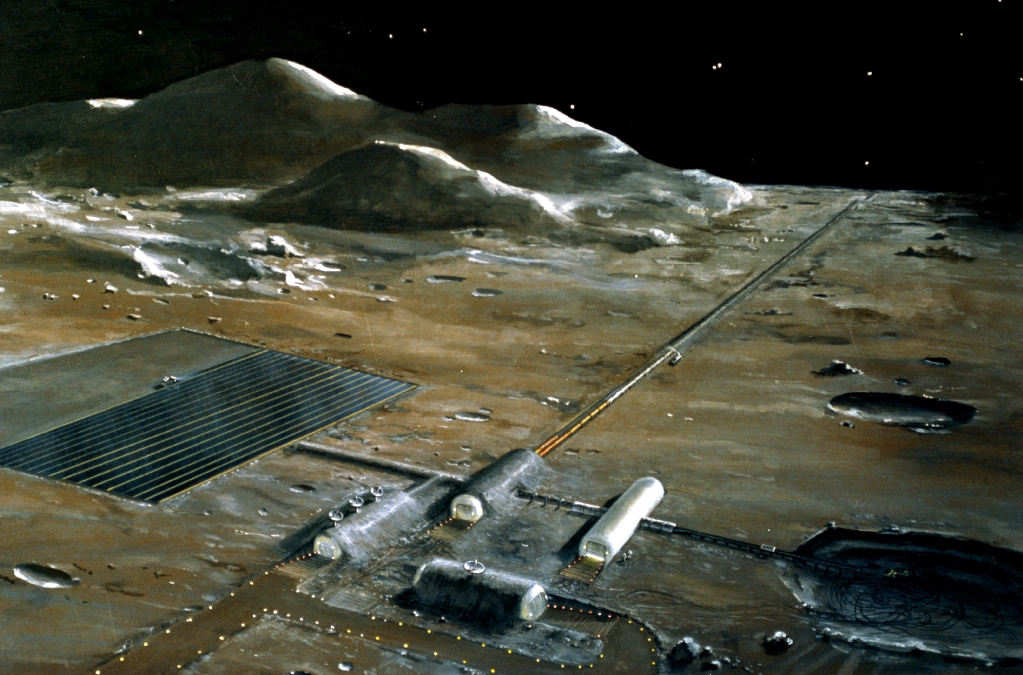
Una base lunar amb una catapulta magnètica (l'estructura llarga que va cap a l'horitzó). Il·lustració conceptual de la NASA
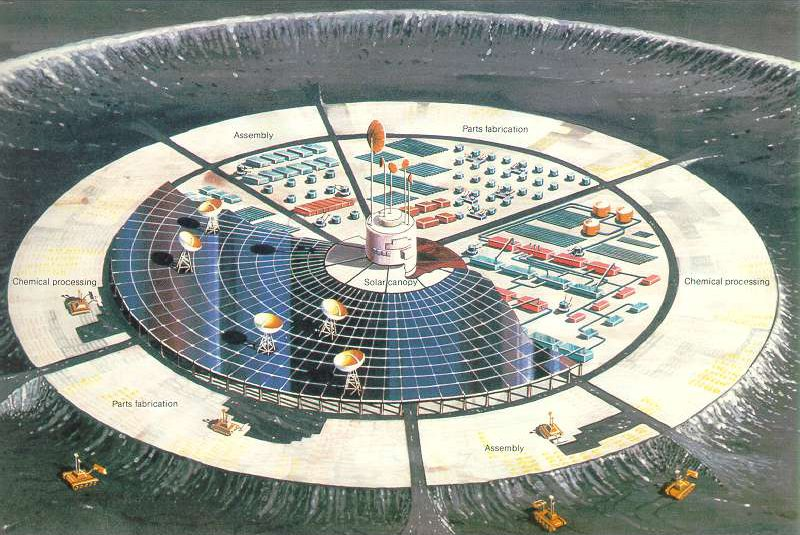
Una concepció artista d'una factoria robòtica lunar autoduplicadora.
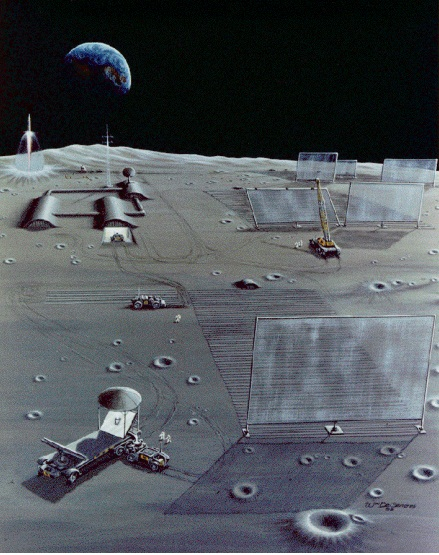
Reflectors de microones a la Lluna i teleoperació robòtica mòbil amb grua.
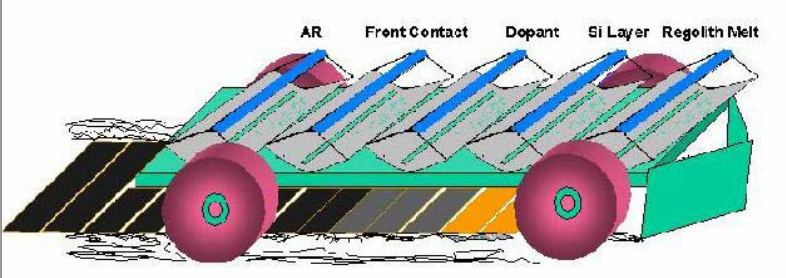
Un “crawler” travessa la superfície lunar, allisant, fonent una capa superior de regolita, després dipositant elements de cèl·lules fotovoltaiques de silici directament sobre la superfície
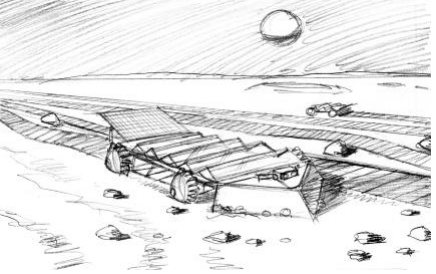
Croquis del crawler lunar que s'utilitzarà per a la fabricació de cèl·lules solars lunars a la superfície de la Lluna.
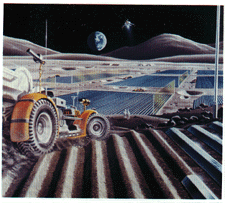
Aquí es mostra un conjunt de col·lectors solars que converteixen l'energia en feixos de microones dirigides cap a la Terra.
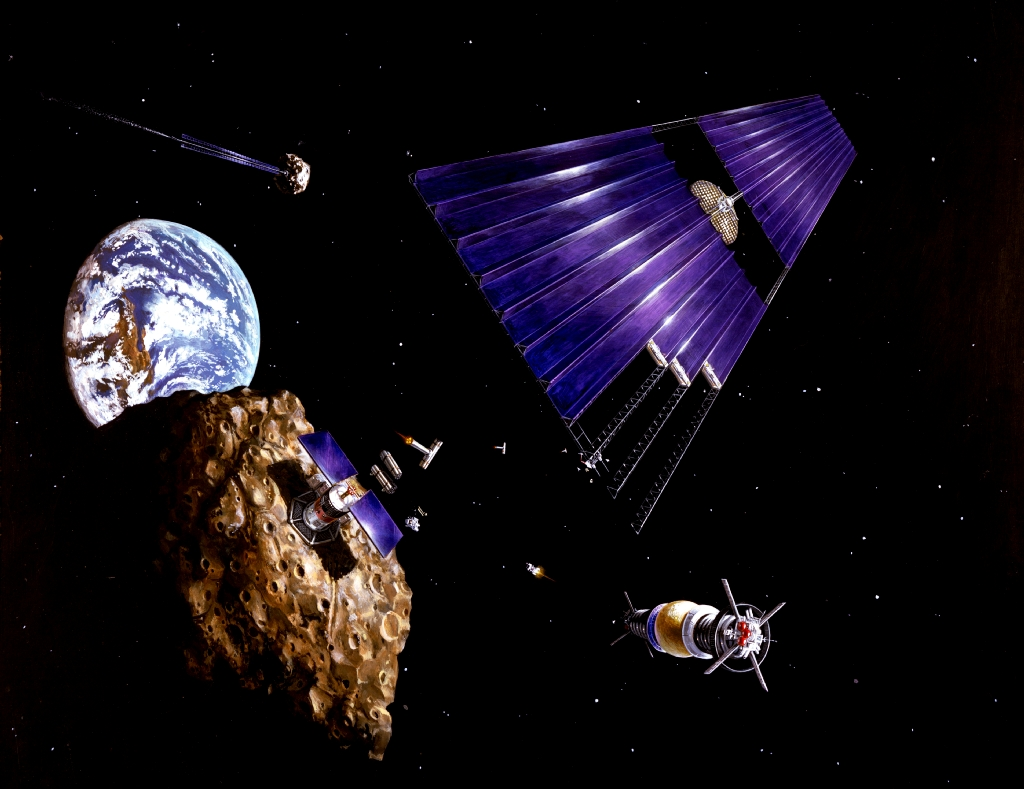
Un satèl·lit d'energia solar construïit a partir d'un asteroide minat.